# ددمن واندرلند
ددمن واندرلند یا سرزمین عجایب مرد مرده (ژاپنی: デッドマンワンダーランド هپبورن: Deddoman Wandārando) یک مجموعه مانگا ژاپنی، نوشته جینسِی کاتائوکا، و مصورسازی شده توسط کازوما کُندو است (همچنین نویسنده و مصورساز مانگای اورکا سون نیز بوده‌است) که از مه ۲۰۰۷ تا اوت ۲۰۱۳ توسط کادوکاوا شوتن در مجله شونن اِیس به چاپ می‌رسید. یک مجموعه تلویزیونی انیمه دوازده قسمتی نیز بر پایه ۲۱ فصل اول نسخه مانگا و به کارگردانی کویچیرو هاتسومی توسط استودیوی منگلوب دستمایه اقتباس قرار گرفت که از ۱۷ آوریل ۲۰۱۱ شروع شده و تا ۳ ژوئیه ۲۰۱۱ ادامه داشت.

## داستان
یک زمین‌لرزه مهیب در ژاپن رخ داد و بیشتر قسمت‌های توکیو را ویران ساخت و سه چهارم آن را به اعماق اقیانوس برد. ده سال بعد، ماجرا با پسری به نام گانتا ایگاراشی، یک دانش‌آموز به نظر معمولی آغاز می‌شود. گانتا به عنوان یکی از بازماندگان زمین لرزه هیچ حافظه‌ای از آن فاجعه نداشت و زندگی عادی را سپری می‌کرد. همه این‌ها در روزی که فردی عجیب با لباس و زره‌ای پوشیده از خون و قرمز رنگ، بر جلوی پنجره کلاس درس او پدیدار شد، دست‌خوش تغییر گردید. او با نیش خندی که می‌زد، تمام دانش آموزان کلاس به جز گانتا را قتل‌عام کرد و جای کشتن او یک کریستال قرمز رنگ را درون سینه او جای داد. چند روز بعد از این کشتار، گانتا به عنوان تنها بازمانده از این ماجرا تحت بازجویی قرار گرفت و مجرم و محکوم به اعدام شد. او به زندان بزرگ پارک مانندی، به نام ددمن واندرلند انتقال یافت.

## شخصیت‌ها
- گانتا ایگاراشی (به ژاپنی: 五十嵐 丸太 Igarashi Ganta) ملقب به دارکوب، شخصیت اصلی داستان دانش‌آموزی به ظاهر معمولی که زندگی او پس از وقوع قتل‌عام در کلاسش دچار تغییر گشت. او پسر سورای ایگاراشی و دوست دوران کودکی شیرو بود. گانتا به دلیل داشتن قدرت ددمن به زندان سرزمین عجایب مرد مرده فرستاده شد. گانتا در طول اقامتش در زندان، با دختری اسرارآمیز به نام شیرو مواجه می‌شود که به نظر می‌رسد او را از قبل می‌شناسد، اما در نهایت شیرو را به عنوان یکی از دوستان دوران کودکی‌اش به یاد می‌آورد. در ابتدا با ورود به زندان، گانتا سردرگم و وحشت‌زده بود، اما با جلوتر رفتن داستان قادر به تحمل مسائل فجیع زندان شد تا بتواند بی‌گناهی خود را ثابت کند و انتقام دوستان خود را با ردیابی قاتل آن‌ها، یعنی رچت اگ، (که گانتا او را با نام رِد مَن خطاب می‌کند) بگیرد.
- شیرو (به ژاپنی: シロ) ملقب به رِچت اِگ[۶] دختری پرانرژی و مرموز دارای بیماری آلبینیسم و دوست دوران کودکی گانتا. او دارای دو شخصیت متفاوت است، شیرو و دیگری رچت اگ. شیرو دارای موها، ابروها و حتی مژه‌هایی به رنگ سفید است و همیشه لباسی سفید و چسبیده به بدن و دست کش‌های بزرگی به دست دارد تا پوست خود را پنهان سازد. شیرو به دلیل ظاهر و رفتار عجیبش جدا از سایر زندانیان قرار دارد. او همچنین برخلاف بقیه، فاقد شماره زندانی است. از دید گانتا، رفتار شیرو به مانند یک بچه کوچک می‌ماند در حالی که آن‌ها همسن هستند. به عنوان رچت اگ، شخصیت شیرو به فردی آدمکش، بسیار قدرتمند، تشنه به خون، همراه با پوزخندهای دیوانه‌وار تغییر می‌کند که با کمترین تلاش قادر به کشتار جمعی دسته‌ای از نیروهای مسلح، و حتی سبب وقوع زمین‌لرزه در توکیو است. اما یک وسیلهٔ امنیتی به نام مادِر گوس سیستم[۷] که توسط مادر گانتا برای جلوگیری و خنثی‌سازی رچت اگ در مرکز زندان تعبیه شده‌است که با اجرای یک موسیقی لالایی او را خنثی می‌کند. همانند شیرو، رچت اگ نیز دارای احساساتی نسبت به گانتا است.
- یو تاکامی (به ژاپنی: 鷹見 羊 Takami Yō) او دستیار و خبرچین تاماکی است و برای زیر نظر گرفتن گانتا در زندان در قبال امتیاز بالایی، استخدام شده‌است. او ظاهری دوستانه دارد و بسیار باادب است اما در حقیقت او ظالم و فریبکار است و در زندان نقش جاسوس را بازی می‌کند. یو با میل خود کاری کرد که دستگیر شود و به سرزمین عجایب مرد مرده فرستاده شود به امید اینکه بتواند خواهر کوچکتر خود میناتسوکی را پیدا کرده و از آنجا نجات دهد.
- سونه‌ناگا تاماکی (به ژاپنی: 玉木 常長 Tamaki Tsunenaga) یکی از شخصیت‌های منفی اصلی داستان.
- فرمانده گارد ماکینا (به ژاپنی: マキナ Makina) رهبر سربازان زندان یک زن خشن و سرد که در مجازات کردن هیچ‌کس دریغ نمی‌کند. او به خاطر رفتار و سینه‌های بزرگش شهرت دارد و همیشه شمشیری با خود حمل می‌کند که برای مجازات هرکس که قوانین زندان را زیر پا بگذارد از آن استفاده می‌کند.
- سنجی کیئوماسا (به ژاپنی: 千地 清正 Kiyomasa Senji) ملقب به کلاغ، یک مرد قدبلند و قوی هیکل که از جنگیدن لذت می‌برد. اولین مرد مرده‌ای است که گانتا با آن روبرو می‌شود. سنجی سابقاً یک افسر پلیس بوده.
- میناتسوکی تاکامی (به ژاپنی: 鷹見 水名月 Takami Minatsuki) ملقب به مرغ مگس‌خوار، خواهر کوچکتر یو تاکامی. ذهن او بعد از مرگ مادرش در روز زمین لرزه توکیو هنگامی که مادرش او را رها کرده تا بمیرد منحرف شده‌است.
- ناگی کنگامینه (به ژاپنی: 剣ヶ峰 凪 Kengamine Nagi) ملقب به جغد، رهبر گروهی آزادی‌خواه در زندان به نام اسکارچین است. قبل از تشکیل گروه، او با یک ددمن زن در بخش جی آشنا می‌شود. در نهایت آن‌ها صاحب فرزندی می‌شوند اما قبل از به دنیا آمدن بچه، آن‌ها در کارناوال کورپس روبروی هم قرار می‌گیرند تا با یکدیگر مبارزه کنند، ناگی نیز به دلیل حامله بودن عشق خود، شکست را می‌پذیرد. بعد از شکست خوردن، او به بازی مجازات فرستاده می‌شود که در آنجا تارهای صوتی خود را از دست می‌دهد، اما تاماکی به دلیل بی‌صداقتی او دستور می‌دهد به عنوان مجازات عشق او را بکشند.
- توتو ساکیگامی (به ژاپنی: 咲神 トト Sakigami Toto) ملقب به مرغ مقلد، یک ددمن عجیب و یکی از قویترین آن‌ها که حتی سنجی نیز از او می‌ترسد. توتو خواهری بزرگتر از خود داشت که هنگام محافظت از او در زمان زمین‌لرزه جان خود را از دست داد. قدرت او با نام عشق هزارتوی به او اجازهٔ تقلید قدرت ددمن‌های دیگر را می‌دهد. گفته شده توتو تنها فردی محسوب می‌شود که با رچت اگ مبارزه کرده و زنده مانده‌است.[۸]